# Belno (województwo mazowieckie)

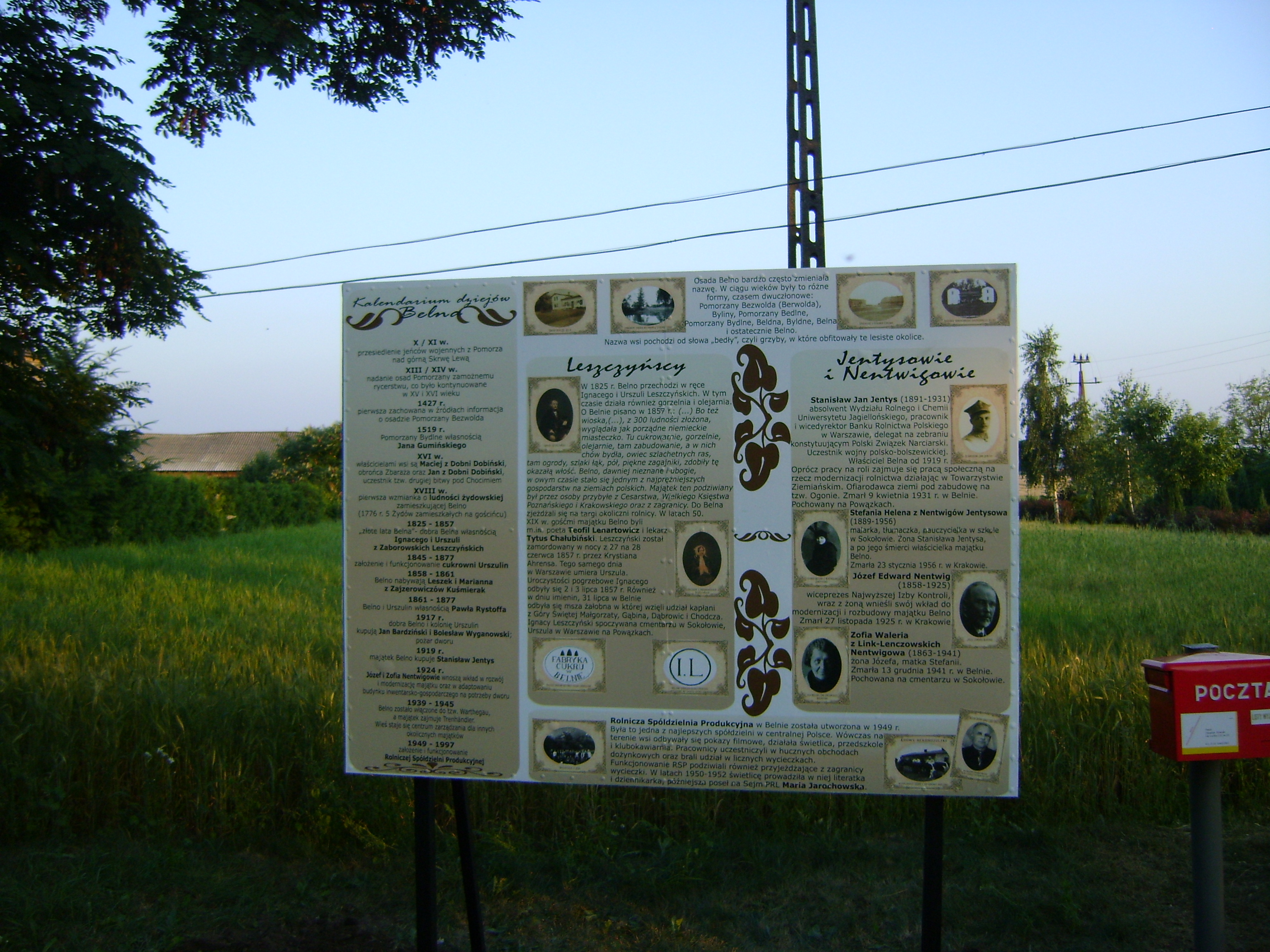
Tablica z historią Belna

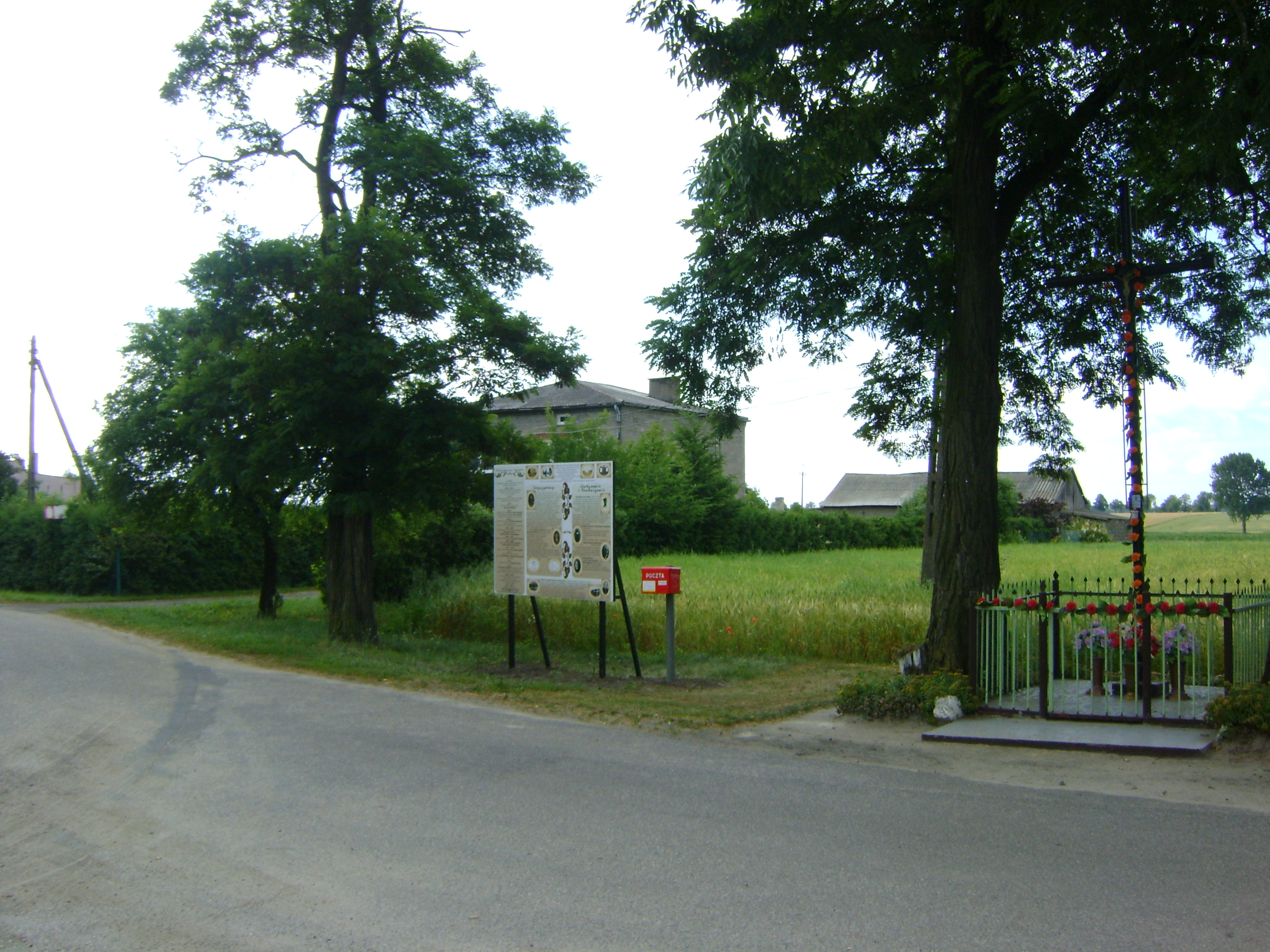
Skrzyżowanie dróg

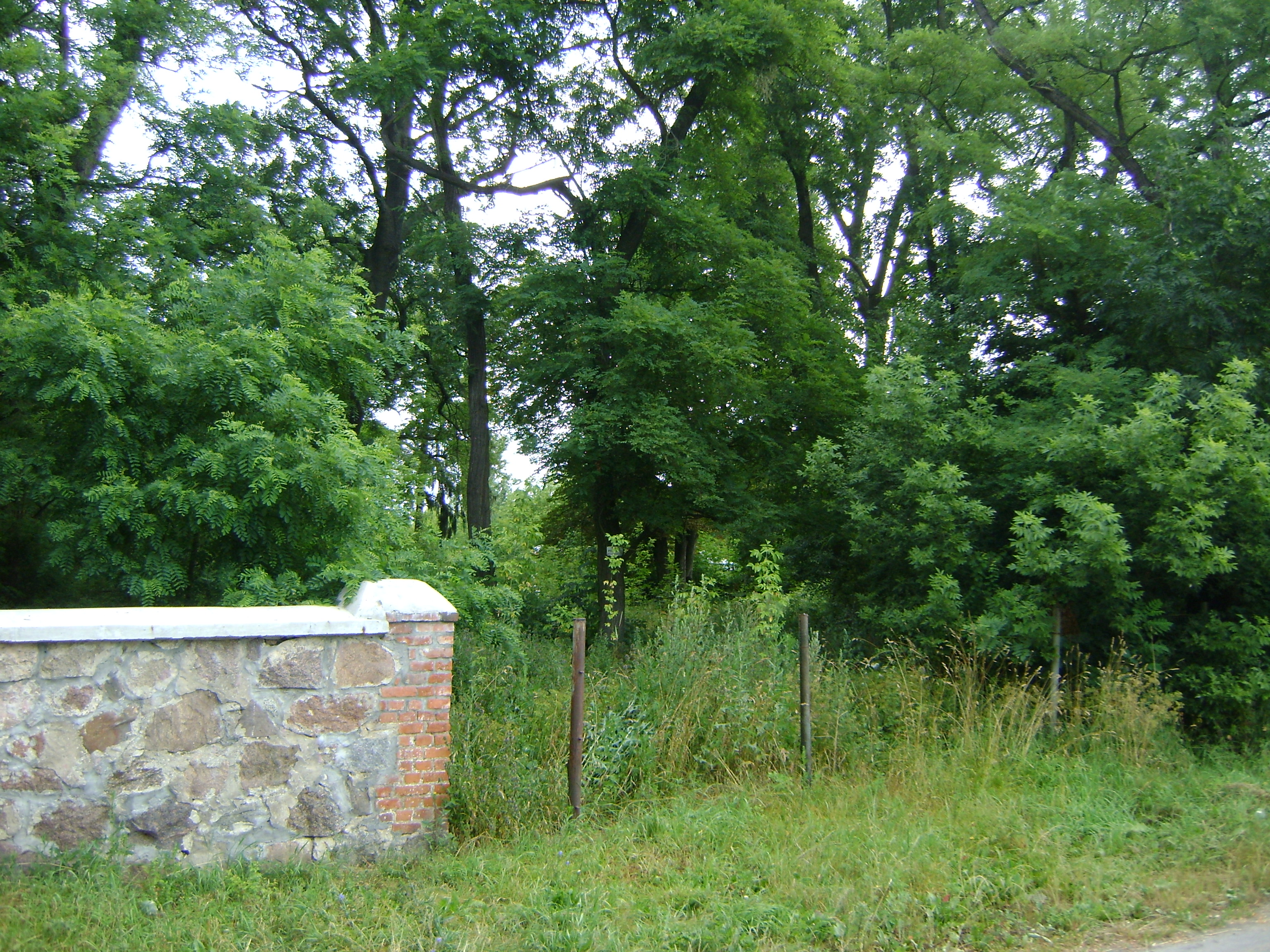
Wejście do dawnego parku dworskiego

Belno (dawniej Pomorzany Bezwoldy, Byliny, Pomorzany Bedlne, Pomorzany Byldne, Beldna, Byldne) – wieś w Polsce położona w województwie mazowieckim, w powiecie gostynińskim, w gminie Gostynin.
W latach 1975–1998 miejscowość administracyjnie należała do województwa płockiego.
Belno to uproszczona forma nazwy Bedlno. Nazwa ta pochodzi od słowa "bedły", czyli grzyby, w które obfitowały te lesiste okolice.
Belno należy do rejonu szkolnego szkoły podstawowej im. Marii Kownackiej w Sokołowie i parafii św. Anny w Sokołowie. 
Belno jest zabudowane w 15%, 2% stanowią wody, 8% drogi, 75% pola i łąki. Wraz z miejscowością Pomarzanki tworzy sołectwo Belno-Pomarzanki.

## Położenie
Położona na prawym wysokim brzegu Skrwy Lewej oraz nad Belnianką Mazowiecką. Miejscowość dzieli się na dwie części: Belno-Wieś oraz Belno-Ogonek. Wieś położona jest na Wysoczyźnie Kłodawskiej, na granicy Mazowsza i Kujaw. Miejscowość sąsiaduje z wsiami: Pomarzanki, Sokołów, Niecki i Zaborów Nowy w gmina Gostynin, Anielin i Pomarzany (gmina Łanięta) oraz Antoniewo (gmina Lubień Kujawski). Tym samym położona jest na styku trzech powiatów (gostynińskiego, kutnowskiego, włocławskiego) oraz województw (mazowieckiego, łódzkiego, kujawsko-pomorskiego).
Wieś oddalona jest 1 km od drogi wojewódzkiej nr 581 Gostynin-Krośniewice, 12 km od drogi wojewódzkiej 265 Gostynin-Brześć Kujawski, 16 km od drogi krajowej nr 1 Gdańsk-Cieszyn, 19 km od drogi krajowej nr 2 Słubice-Terespol oraz 300 m od autostrady A1 Gdańsk-Bohumin. Do najbliższej stacji kolejowej Kutno są 22 km.
Odległości od większych miast:
- Kutno 18 km
- Płock 29 km
- Włocławek 33 km
- Łódź 70 km
- Konin 82 km
- Toruń 87 km
- Warszawa 122 km
- Bydgoszcz 132 km

## Historia

### Średniowiecze-XIX w.
Belno to dawna wieś szlachecka. W średniowieczu należało do miejscowości, które wchodziły w skład kilku osad o nazwie Pomorzany (w XVI wieku istniały Pomorzany (dzisiejsze Pomarzanki), Pomorzany Mieczki (dzisiejsze Niecki), Pomorzany Bedlne (dzisiejsze Belno), Pomorzany Wielkie (dzisiejsze Pomarzany) oraz Pomorzany Migaczowe i Strumieńskie (dzisiaj leżące na terenie Belna). Wszystkie miejscowości o tej nazwie w tych rejonie są identyfikowane z wczesnośredniowieczną nazwą plemienną, pochodzi od osady jenieckiej z doby X-XI w. albo z czasów Bolesława Krzywoustego. Grupa jeńców ujęta na Pomorzu podczas działań wojennych została przez monarchię piastowską planowo przesiedlono nad górną Skrwę Lewą, na obszar pogranicza mazowiecko-kujawskiego, w ramach kolonizacji Puszczy Gostynińskiej. W źródłach osady Pomorzany znane są od 1427 r. Belno zapewne było początkowo włością zamożnego rycerstwa z nadania książęcego w XIII albo XIV wieku. Tradycje te były kontynuowane w XV i XVI w. Dobra te przechodziły jednak w większości w inne ręce. W 1519 r. należało do Jana Gumińskiego. W XVII wieku miejscowość była własnością Macieja z Dobni Dobińskiego, obrońcy Zbaraża oraz Jana z Dobni Dobińskiego, uczestnika bitwy pod Chocimiem. W latach 1782–1783 wieś dzierżawił Ciechocki. Belno w 1776 roku była jedyną miejscowością w parafii, gdzie mieszkali Żydzi. Świadczy o tym wpis z wizytacji parafii przez Jana Bykowskiego, wysłannika biskupa płockiego właśnie w tym roku. Ks. Michał Marian Grzybowski w swej publikacji pt. "Materiały do dziejów Ziemi Płockiej. Ziemia Gostynińska" cytuje: "W tej parafii we wsi Beldna na gościńcu siedzący jest Żyd z żoną i z dwojgiem dzieci i ze służącym żydakiem. Inszy religii żaden się nie znajduje". Żydzi mieszkali w Belnie do 1827 roku.
W 1825 r. Belno przechodzi w ręce Ignacego i Urszuli Leszczyńskich. Wcześniej właścicielem wsi był Ambroży Zaborowski. W 1845 roku Ignacy Leszczyński założył cukrownię Urszulin Belno w Belnie. Oprócz cukrowni w tym czasie w Belnie działa również gorzelnia i olejarnia. Autor jednego z artykułów w „Gazecie warszawskiej” napisał tak: "On to pierwszy w okolicy z pomiędzy ziomków dał popęd do osobistego zajęcia się administracyą majątku, uprawą roli i zamiłowaniem porządku. On pierwszy połączył rolnictwo z przemysłem i dowiódł, do jakiej urodzajności i wartości ziemię doprowadzić można(…)Bo też jego wioska, (…), z 300 ludności złożona, wyglądała jak porządne niemieckie miasteczko. Tu cukrowarnie, gorzelnie, olejarnie, tam zabudowania, a w nich chów bydła, owiec szlachetnych ras, tam ogrody, szlaki łąk, pól, piękne zagajniki, zdobiły tę okazałą włość. Belno, dawniej nieznane i ubogie, w owym czasie stało się jednym z najprężniejszych gospodarstw na ziemiach polskich. Majątek ten podziwiany był przez osoby przybyłe z Cesarstwa, Wielkiego Księstwa Poznańskiego i Krakowskiego oraz z zagranicy". W latach 50. XIX wieku gośćmi majątku Belno byli m.in. Teofil Lenartowicz i Tytus Chałubiński. Na lata 1825-1857 przypada złoty okres rozwoju Belna. Leszczyński to postać w historii miejscowości, która najwięcej dla niej zrobiła. Po jego śmierci Belno i cukrownię kupują Lew i Marianna Kuśmierak, a w 1861 r. Paweł Rystoff. W 1877 r. cukrownia zawiesiła produkcję do której już nigdy nie powróciła.

### II Rzeczpospolita
W 1917 r. spalił się dwór. Na potrzeby właścicieli został zaadaptowany budynek inwentarsko-gospodarczy. W 1919 roku Belno od majora Jerzego Bardzińskiego kupił Stanisław Jentys. Oprócz pracy na roli zajmuje się pracą społeczną na rzecz modernizacji rolnictwa działając w Towarzystwie Ziemiańskim w kutnowskim i gostynińskim, wciągając do pracy okolicznych ziemian i włościan. Jentys ofiarował mieszkańcom tereny na których mogli pobudować swoje domu (tzw. Belno-Ogon). Zajmuje się hodowlą koni remontowych dla potrzeb armii. Prowadzi życie towarzyskie, poluje, jeździ konno. Wówczas do Belna przyjeżdża teść Stanisława – Józef Nentwig, wiceprezes Najwyższej Izby Kontroli. Stanisław Jentys umiera nagle 9 kwietnia 1931 r. w Belnie. Majątkiem zajmuje się jego żona Stefania Jentys z domu Nentwig. W prowadzeniu majątku pomaga Stefanii szwagier Władysław Jentys. Administratorem majątku w Belnie został Wiesław Baldwin Ramułt, który po parcelacji ziemi został kierownikiem Spółdzielni. Jego zastępcą był Tadeusz Lach, który zajmował się również źrebakami. W majątku były trzy sady, które dzierżawili sadownicy z Łodzi. W dalszym ciągu hodowano konie i bydło. Uprawiano pszenicę, buraki cukrowe oraz owies. W tym czasie w majątku pracują m.in. ogrodnik Zieliński, fornale: Małachowski, Kazimierczak i Wacław Mordzak, stangret Józef Andrzejczak, oborowy Domżał, kowal Lewandowski, stróż Gaworski. Okresowo pracowali również inni mieszkańcy Belna i okolicznych wsi. We wrześniu 1939 r. Belno zostało włączone do tzw. Warthegau, a majątek zajmuje Trenhändler. Majątek w Belnie staje się centrum zarządzania dla innych okolicznych majątków. Ziemiaństwo oraz gospodarzy okolicznych majątków zaczęto wysiedlać. Hitlerowcy w tym czasie niszczą drewnianą kapliczkę Matki Boskiej, która znajdowała się przy drodze prowadzącej do Sokołowa. Stefanię Jentys pozostawiono w Belnie, ponieważ znała języki obce. Wdowa po Stanisławie była tłumaczką i prowadzącą dom. W 1941 r. w Belnie umiera Zofia Nentwig, wdowa po wiceprezesie Najwyższej Izby Kontroli. Kolejny komisarz wydalił Stefanię z majątku w 1943 r. Jentysowa przeniosła się do pobliskich Pomarzan, skąd dochodziła do pracy w Belnie. Pomagali jej jeszcze niewysiedleni gospodarze, którym wcześniej pomagał Stanisław Jentys. Po zakończeniu wojny Stefania wróciła do Belna. Podjęła się nauczania w szkole w Sokołowie.

### Polska Ludowa
W latach 50. XX wieku utwardzono drogę prowadzącą z Sokołowa przez Belno do Niecek. Po wojnie utworzono tutaj Rolniczą Spółdzielnię Produkcyjną, która była jedną z najlepszych w województwie warszawskim, a później płockim. Na początku lat 50. świetlice w niej prowadziła Maria Jarochowska – polska dziennikarka, reportażystka i pisarka, posłanka na Sejm PRL I kadencji. RSP zlikwidowano w latach 90. Jej majątek został sprzedany. W jej trzech budynkach działa ferma drobiu (brojlerów).

### III Rzeczpospolita
W 2006 roku z funduszy wojewódzkich utwardzono odcinek drogi powiatowej Sokołów-Belno-Pomorzany w Belnie do granicy z gminą Łanięta. Latem 2012 roku w Belnie odbył się plener malarski „Wieś jak malowana”, którego inicjatorem był gostyniński artysta plastyk Paweł Tencer. 9 lipca 2013 r. w Belnie została zamontowana tablica z historią wsi, a ostatniego dnia lipca spotkanie z prapraprawnuczką Ignacego Leszczyńskiego Barbarą Izdebską.
25 stycznia 2014 r. odbyło się zebranie założycielskie Stowarzyszenia na Rzecz Rozwoju Wsi Belno im. Ignacego Leszczyńskiego, które osobowość prawną uzyskało 14 maja 2014 r. Z inicjatywy stowarzyszenia zostały zorganizowane wycieczki rowerowe, wyjazd na Powązki, pikniki z okazji rozpoczęcia wakacji, wycieczka do Torunia i Ciechocinka, trzy edycje Pikników Rodzinnych „Wspominki Kuchni Leszczyńskich”. Członkowie stowarzyszenia opiekują się również nagrobkiem patrona Ignacego Leszczyńskiego na cmentarzu w Sokołowie.
W 2016 r. został odnowiony krzyż przy głównym skrzyżowaniu w Belnie. Uchwałą Rady Gminy Gostynin z dnia 28 lutego 2017 r. skrzyżowanie w Belnie nosi imię Urszuli i Ignacego Leszczyńskich. W czerwcu 2017 r. uroczyście odsłonięto kamień upamiętniający małżeństwo Leszczyńskich.
Zachowało się niewiele informacji o zespole dworsko-folwarcznym miejscowości. Jedyne pewne źródła podają, że w skład zespołu dworsko-folwarcznego wchodziły:
- dwór, murowany, XVIII/XIX w.,
- dwie obory,
- dwa dwojaki,
- czworak,
- budynek inwentarsko-gospodarczy,
- obora,
- dwie stodoły.

## Osoby związane z miejscowością
- Ignacy Leszczyński
- Stanisław Jentys
- Stefania Jentys
- Józef Nentwig
- Władysław Jentys
- Tytus Chałubiński
- Teofil Lenartowicz
- Jan z Dobni Dobiński
- Maciej z Dobni Dobiński
- Paweł Tencer
- Maria Jarochowska

## Zabytki
- dom murowany z II poł. XIX wieku (z cegły, częściowo konstrukcji szkieletowej wypełnionej cegłą, otynkowany, na podmurówce z kamieni polnych. Parterowy trzyosiowy, układ wewnętrzny dwutraktowy. Dach dwuspadowy z naczółkami, kryty dachówką z okapem wspartym na wysuniętych zakończeniach belek stropowych)[14]
- dom z kamienia z II poł. XIX wieku (tzw. kamieniak)
- ruiny stadniny z XIX wieku
- kamienna stodoła z XIX wieku
- park topolowy z XIX wieku z dwoma oczkami wodnymi
- kamienny parkan otaczający częściowo park
- kapliczka Matki Boskiej Częstochowskiej z I poł. XX w.